# Gladson Awako
Gladson Awako (Berekum, 31 dicembre 1990) è un calciatore ghanese, centrocampista del Great Olympics.

## Carriera

### Club
Debuttò ancora sedicenne nell'All Stars, segnando sette reti; passato all'Heart of Lions, ha passato un periodo in prestito al Real Sportive prima di tornare alla società di partenza.

### Nazionale
Con la nazionale Under-20 ghanese ha vinto il Mondiale Under-20 2009.

## Palmarès

### Club

#### Competizioni nazionali
- Campionato della Repubblica Democratica del Congo: 2

TP Mazembe: 2013, 2014
- Supercoppa della Repubblica Democratica del Congo: 2

TP Mazembe: 2013, 2014

#### Competizioni internazionali
- CAF Champions League: 1

TP Mazembe: 2015

### Nazionale
- Campionato mondiale Under-20: 1

Egitto 2009